# Commission de la médiation de la consommation
La Commission de la médiation de la consommation (CMC), mise en place en 2010 par le ministre Hervé Novelli, a été abrogée par l’ordonnance du 20 août 2015 relative au règlement extrajudiciaire des litiges de consommation. Cette commission, qui a été présidée par Mme Elyane Zarine, était chargée d’observer et d’analyser les dispositifs de médiation de consommation, leurs modalités et leurs résultats.
La CMC ne doit pas être confondue avec la CECMC installée en 2016 dans le cadre de la transposition de la directive européenne du 21 mai 2013 relative au règlement extrajudiciaire des litiges de consommation dont le rôle est d’évaluer les médiateurs de la consommation français et d’en tenir la liste auprès de la commission européenne.

## Composition de la CMC
- Présidente : Mme Elyane ZARINE
- Vice-Présidente : Jocelyne CANETTI

- Représentants des consommateurs : Fédération Nationale des Associations d'Usagers des Transports, Confédération Syndicale des Familles, Familles de France, Familles Rurales, Association Force Ouvrière Consommateurs
- Représentants des professionnels : médiateur d'EDF, Fédération Française des Télécoms, Centre de recherche sur le droit des affaires, CNPA, Médiation de l'eau,
- 2 Personnalités qualifiées

## Sources et références
https://www.legifrance.gouv.fr/eli/ordonnance/2015/8/20/EINC1512728R/jo/texte